# Acta de Acuerdo

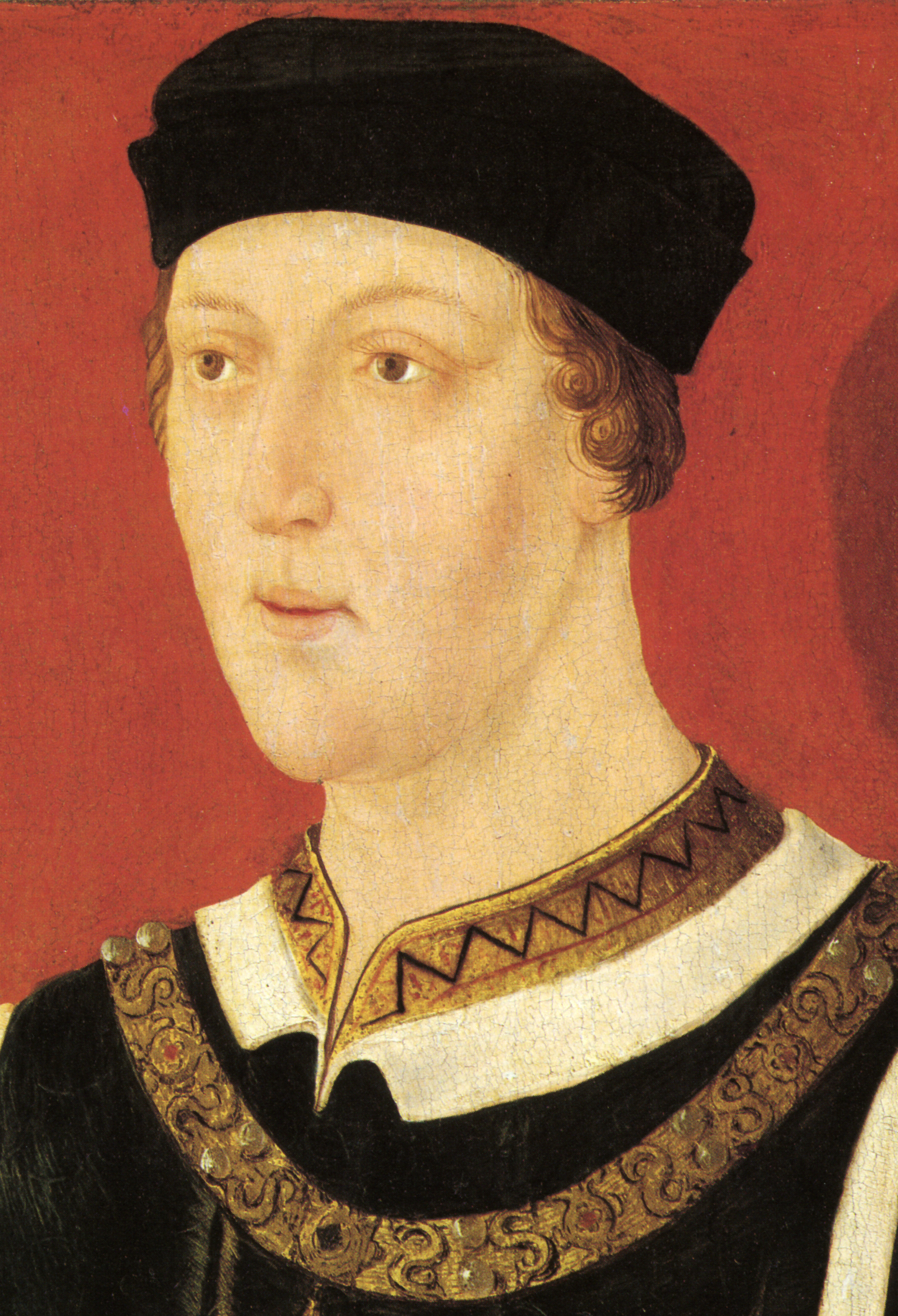
Los hijos del rey Enrique VI fueron despojados de sus derechos hereditarios.

El Acta de Acuerdo fue una ley aprobada por el parlamento del Reino de Inglaterra en octubre del año 1460, por la cual se modificaba la ley sucesoria. El entonces rey Enrique VI "disfrutaría del trono del reino durante todo el tiempo que viva", después de lo cual la corona pasaría a manos de Ricardo, duque de York, y todos sus descendientes. De esta forma se restauraban los derechos de los descendientes del segundo hijo de Eduardo III. Estos, quedaron apartados del trono después de la deposición del rey Ricardo II, quien había sido derrocado por su primo, Enrique Bolingbroke, hijo del tercer vástago del rey Eduardo III. 
Según la ley sucesoria y las costumbres del reino, en caso de no existir descendientes del monarca, el trono presidencial debía ser ocupado por el siguiente hermano del rey, que en este caso era Leonel de Amberes, segundo hijo varón del rey. Pese haber muerto con anterioridad a la deposición de su sobrino, sus derechos eran hereditarios, por lo que el correspondiente sucesor debía ser Roger Mortimer (quien incluso había sido designado como “heredero presunto”). Aunque la irregular accesión de Bolingbroke fue aprobada por el Parlamento en su oportunidad, nunca le fueron revocados los derechos a Antwerp ni a sus descendientes, entre los cuales figuró Ana Mortimer, hija de Roger Mortimer. Ella estaba casada a su vez con Ricardo de Conisburgh, hijo de Edmundo de Langley, quinto vástago hombre de Eduardo III. Por lo tanto, el hijo de ambos, Ricardo, duque de York, era por ambas líneas descendiente del antecesor común, y a la muerte sin descendencia de su tío Edmund Mortimer, hermano de su madre, era el perfecto pretendiente para pelear con el débil y enfermizo rey Enrique VI el trono de Inglaterra. 
Después de iniciada las Guerras de las Dos Rosas, como salida de compromiso entre los miembros de la casa de Lancaster (el Rey Enrique y sus familiares) y de la casa de York (Ricardo y su parentela), se llegó al acuerdo de modificar la sucesión hereditaria por medio de una ley. Cabe señalar que la única razón por la que se llegó a este compromiso era que Ricardo de York había capturado al rey después de la batalla de Northampton (10 de julio de 1460), uno de los mayores desastres militares de la guerra para los Lancaster. Después de entrar a Londres con el rey bajo custodia, bajo un ceremonial reservado exclusivamente a los monarcas, Ricardo se enfrentó con el Parlamento que se encontraba reunido. Ante ellos, y con una presunción que le hizo perder el apoyo incluso de sus aliados Somerset y Warwick, demandó su coronación basándose en sus derechos hereditarios. Pese a lo anterior, y por una pequeña mayoría de cinco votos, se le reconocieron sus derechos pero el Parlamento se negó a destronar a Enrique. 
Su mejor oportunidad residía entonces en obtener algún compromiso que consolidara su poder personal, lo que se transformó en el Acta de Acuerdo. Esta ley estableció, como se ha señalado, que Ricardo y sus descendientes serían los sucesores a la muerte de Enrique del trono de Inglaterra, mientras retenía su poder en ejercicio de las funciones de Lord Protector que ya le había sido conferido durante los episodios de demencia de Enrique. 
Esta ley dejó dos puntos en suspenso que fueron la razón de la continuidad de la guerra civil.
- Por un lado, despojaba a Eduardo de Westminster, el Príncipe de Gales e hijo de Enrique VI, de su derecho a heredar la corona. Esta situación provocó la repulsa del acuerdo por parte de su madre la reina Margarita de Anjou, la verdadera líder de la casa de Lancaster.

- Por otro demostró la falta de cohesión alrededor del mismo Ricardo, ya que no pudo deshacerse de sus más peligrosos enemigos (el Príncipe de Gales y la reina Margarita) ni fortalecer a sus propios partidarios, como Somerset y Warwik.

La vigencia de esta ley estuvo condicionada al mismo control ejercido por York sobre el rey, mientras que la reina y su hijo se encontraban seguros entre sus partidarios. De hecho no bastó poco tiempo para que los Lancaster se tomaran sangrienta venganza en la batalla de Wakefield, el 30 de diciembre de 1460, donde Ricardo de York murió en combate, mientras que su segundo hijo Edmundo y el conde de Salisbury fueron decapitados al día siguiente.
- Datos: Q1772956